# Coimbra (jornal)
Coimbra : jornal de estudantes da Universidade publicou-se  em Coimbra entre 1933 e 1936, sendo seus proprietários Jorge de Morais e António Cruz.